# Shrewsbury Chronicle
Shrewsbury Chronicle är en lokaltidning i Shrewsbury och dess omgivningar. Den publiceras varje torsdag och är en av de äldsta veckotidningar i landet, dess första utgåva publicerades 1772. Dess nuvarande chefredaktör, sedan 1997, är John Butterworth,
Tidningen är systerupplaga till North Shropshire Chronicle.